# Hanga (Sprache)
Hanga ist die ghanaische Sprache der Hanga-Volksgruppe und wird von nur noch 6.800 (2003) Menschen gesprochen.
Davon leben nur 4100 Sprecher in der traditionellen Region, der Rest lebt über das Land verteilt. Hauptsächlich anzutreffen im zentralen Norden Ghanas, südöstlich des Mole-Nationalparks im Damongo District. Das größte Dorf heißt Murugu.
Ein alternativer Name ist Anga. Als Dialekte anerkannt sind Nord Hanga und Süd Hanga. Kamara ist eine eigene Sprache. Unterdialekte des Süd Hanga sind Langantere, Murugu, Damongo; Unterdialekte des Nord Hanga sind Yazori und Bowena. Hanga weist zu 84 % eine Übereinstimmung zu Dagaare und Farefare auf.